# Alexandre Cécé Loua
Alexandre Cécé Loua né en 1956 à Nzérékoré, est un diplomate guinéen qui a servi dans le gouvernement guinéen en tant que ministre des Affaires étrangères de 2009 à 2010. Auparavant, il a été ambassadeur dans divers pays. Il est actuellement[Quand ?] ambassadeur de Guinée au Royaume-Uni.

## Carrière diplomatique
Du 1er décembre 1986 au 26 décembre 1994, Cécé Loua est chef de la division des affaires juridiques au ministère des affaires étrangères. Il a également été délégué guinéen aux réunions de diverses organisations internationales au cours des années 1980 et 1990, notamment la 48e session de l'Assemblée générale des Nations unies de septembre à décembre 1993 et la 50e session de l'Assemblée générale des Nations unies de septembre à décembre 1995.
Il a été ambassadeur et directeur national des affaires juridiques et consulaires au ministère des Affaires étrangères du 27 décembre 1994 au 12 avril 1996 et ambassadeur en Yougoslavie, avec accréditation supplémentaire pour la Bulgarie et la Macédoine, du 12 avril 1996 à juin 1998. De 1995 à 1996, il a été membre du Comité national de coordination des réfugiés libériens et sierra-léonais en Guinée.
Plus tard, Cécé Loua a été ambassadeur de Guinée en Afrique du Sud, en Angola, au Botswana, au Mozambique, en Namibie, à Maurice, au Zimbabwe et à Madagascar jusqu'au 31 janvier 2007, date à laquelle il est devenu ambassadeur en Allemagne. Après près de deux ans à ce poste, il a été nommé au gouvernement guinéen en tant que ministre des Affaires étrangères et des Guinéens de l'extérieur le 14 janvier 2009, à la suite du coup d'État militaire de décembre 2008.
Après que le chef de la junte Moussa Dadis Camara a été blessé par balle à la tête le 3 décembre 2009, Cécé Loua a déclaré que Camara avait subi une intervention chirurgicale et que son état était bon. Il a rendu visite à Camara dans un hôpital au Maroc et a déclaré à la presse le 7 décembre 2009 que Camara était capable de reconnaître les gens, même s'il ne pouvait toujours pas parler. Plus tard le même jour, Cécé Loua a dit qu'il avait parlé à Camara et que Camara avait répondu ; selon Cécé Loua, cela a démontré qu'"il conserve ses facultés mentales".